# Święty Tomasz (obraz El Greca)
Święty Tomasz – obraz hiszpańskiego malarza pochodzenia greckiego Dominikosa Theotokopulosa, znanego jako El Greco.
Portret Tomasza Apostoła należał do cyklu zwanego Apostolados. El Greco kilkakrotnie podjął się namalowania cyklu dwunastu portretów świętych i portretu Zbawiciela. Do dziś zachowały się w komplecie jedynie dwa zespoły; jeden znajduje się w zakrystii katedry w Toledo, a drugi w Museo del Greco.

## Historia
Seria Apostolados z Museo del Greco składała się w trzynastu wizerunków apostołów i Chrystusa, z wyjątkiem św. Mateusza (jego miejsce zajmuje św. Paweł). Sześciu z nich ma zwrócone głowy w prawo, kolejnych sześciu w lewo, w centrum znajdował się wizerunek Chrystusa Zbawiciela. Pochodzenie całej serii i historia ich pozyskania przez muzeum nie jest do końca jasna. Do niedawna sądzono, że pochodziły ze Szpitala Santiago de Toledo, do którego trafiły w roku 1848, po konfiskacie dóbr kościelnych. Stamtąd zostały przeniesione do kościoła w klasztorze św. Piotra z Werony (San Pedro Martir), a następnie do Regionalnego Muzeum założonego w klasztorze San Juan de los Reyes. W ostatnim czasie odkryto dokumentację, na podstawie której stwierdzono, że płótna nie należały do Szpitala Santiago de Toledo, ale do Przytułku dla biednych pw. św. Sebastiana (Asilo de Pobres de San Sebastián) założonego w 1834 roku. Obrazy zostały ofiarowane przytułkowi przez Marceliana Manuela Rodrigueza, proboszcza mozarabskiego kościoła św. Łukasza. W 1909 roku obrazy przeniesiono do utworzonego z inicjatywy markiza de la Vega Inclán muzeum i od tamtej pory należą do jego stałej kolekcji.

## Opis obrazu
Postać Tomasza została przedstawiona zgodnie z tradycją ikonograficzną: jako młody mężczyzna o krótkim zaroście w biało-zielonej tunice i jasnoniebieskim płaszczu. W wersji z Museo del Greco, w lewej ręce trzyma długą lancę, narzędzie jego męczeńskiej śmierci. W wersji z katedry w Toledo w dłoni trzyma węgielnicę. Jest to jedyny przypadek gdy wizerunki apostoła z tych dwóch serii różnią się od siebie przedstawionymi detalami. Prawa ręka Tomasza jest uniesiona w geście błogosławieństwa. We wszystkich wersjach apostoł wykonuje taki sam gest.

## Inne wersje
- Święty Tomasz – (1608-14)[2] (1605-10)[3], 100 × 76 cm, Katedra w Toledo – wizerunek świętego został przedstawiony tak samo jak ten z Museo del Greco.
- Święty Tomasz – (1603-08)[2] (1610-1615)[3], 70 × 53 cm, Muzeum Sztuk Pięknych w Oviedo – wizerunek Filipa przedstawiony został od połowy. Na górze obrazu widnieje błędna inskrypcja S. Bartholome.
- Święty Tomasz – (1610-14), 72 × 55 cm, Prado[4]; (wersja Almadrones); wersja z Indianapolis należy do cyklu Apostolados pochodzących z kościoła Almadrones, małego miasteczka w hiszpańskiej prowincji Guadalajara. Podczas wojny domowej, świątynia uległa uszkodzeniu, a dziewięć wizerunków świętych zostało ukrytych i następnie sprzedanych. W muzeum Prado obraz trafił w 1946 roku.
- Święty Tomasz – (1603-08), 36 × 26 cm, kolekcja prywatna (miejsce nieznane); obraz z tzw. serii Arteche.
- Święty Tomasz – (1610-15), 62 × 50 cm, Municipal Art Gallery, Johannesburg, obraz wymieniany przez Wetheya jako praca z pracowni El Greca (nr katalogowy X-231) oraz Frick Art Reference Library[5]